# روبرت فيست
روبرت فيست (بالإنجليزية: Robert Fuest)‏ (و. 1927 – 2012 م) هو كاتب سيناريو بريطاني، ولد في لندن، توفي في لندن، عن عمر يناهز 85 عاماً.

## التعليم
تعلم في كلية ويمبلدون للفنون ‏.

## وصلات خارجية
- روبرت فيست على موقع IMDb (الإنجليزية)
- روبرت فيست على موقع ألو سيني (الفرنسية)
- روبرت فيست على موقع تيرنر كلاسيك موفيز (الإنجليزية)
- روبرت فيست على موقع أول موفي (الإنجليزية)
- روبرت فيست على موقع قاعدة بيانات الأفلام السويدية (السويدية)
- روبرت فيست على موقع قاعدة بيانات الفيلم (الإنجليزية)
- روبرت فيست على موقع كينوبويسك (الروسية)